# 国際学
国際学（こくさいがく）とは、国際政治（国際関係）などの社会科学面からのみならず、文化や国際交流など多様なアプローチを行い、世界情勢を考察していく学問である。
推移する現代世界のダイナミズムや複雑怪奇などを理解し、森羅万象の「つながり、交わり、関わり」を解析するうえで必要と思われる様々な学問の総合、学際学としての性質を持っている。